# Kahlotus
Kahlotus (kiejtése: kəˈloʊdəs) az Amerikai Egyesült Államok északnyugati részén, Washington állam Franklin megyéjében elhelyezkedő város. A 2010. évi népszámlálási adatok alapján 193 lakosa van.

## Történet
A korábban Hardersburg nevet viselő települést 1902-ben alapították Hans Halder és más német telepesek, akik 1880 körül vasúton érkeztek. A Kahlotus név eredete vitatott: az elnevezés vagy a „verem a földben” jelentésű indián kifejezésből ered, vagy egy indián törzsfőnök neve (akit Kohlotus, Quillatose, Qalatos és Kahlatoose neveken is feljegyeztek). A helység megalapításakor indult újra az Oregon & Washington Railroad & Navigation vasútvonalának forgalma; később a Spokane, Portland & Seattle Railroad a Kahlotus-tó mentén építette ki saját vasútvonalát. Kahlotus 1907. május 31-én kapott városi rangot; állítólag ekkor húsz szalon, bank, újság, több bordély és más, a vasúti dolgozók ellátására indult vállalkozás működött itt. A mezőgazdaság vízellátását kutakkal biztosították.
1969-ben elkészült a közeli gát, amely vizet és elektromos áramot biztosított, egyben hajózhatóvá tette a Kígyó-folyót, így a terményeket vízen is szállíthatták. Az 1980-as évekre a vasútvonalakat megszüntették; a Burlington Northern vágányai helyén túraösvény létesült.
Az erősen lúgos Kahlotus-tóban egykor magas volt a sügérek populációja. A huszadik század elején a tó többször is elöntötte a város alacsonyabban fekvő részeit, azonban az 1990-es években gyors apadásnak indult. A vízvételezés növekedése, valamint az átlagosnál alacsonyabb mennyiségű csapadék miatt a tó végül kiszáradt.

## Éghajlat
A város éghajlata félsivatagi sztyeppe (a Köppen-skála szerint BSk).
| Hónap                         | Jan.  | Feb.  | Már.  | Ápr.  | Máj. | Jún. | Júl. | Aug. | Szep. | Okt.  | Nov.  | Dec.  | Év    |
| ----------------------------- | ----- | ----- | ----- | ----- | ---- | ---- | ---- | ---- | ----- | ----- | ----- | ----- | ----- |
| Rekord max. hőmérséklet (°C)  | 17,2  | 24,4  | 28,9  | 37,2  | 37,8 | 43,9 | 43,9 | 45,6 | 38,9  | 32,2  | 23,9  | 19,4  | 45,6  |
| Átlagos max. hőmérséklet (°C) | 3,3   | 7,2   | 12,8  | 17,2  | 22,2 | 26,7 | 31,7 | 31,1 | 25,6  | 17,2  | 7,8   | 2,2   | 17,1  |
| Átlagos min. hőmérséklet (°C) | −2,8  | −1,1  | 1,1   | 3,9   | 7,2  | 10,6 | 14,4 | 13,9 | 9,4   | 4,4   | 0,0   | −3,9  | 4,8   |
| Rekord min. hőmérséklet (°C)  | −32,8 | −33,9 | −14,4 | −11,7 | −5,6 | −1,7 | −0,6 | −0,6 | −7,2  | −15,6 | −23,9 | −33,9 | −33,9 |
| Átl. csapadékmennyiség (mm)   | 29    | 23    | 29    | 25    | 23   | 17   | 7    | 7    | 12    | 21    | 37    | 35    | 265   |
| Forrás: The Weather Channel   |       |       |       |       |      |      |      |      |       |       |       |       |       |

## Népesség
A 2010-es népszámláláskor a városnak 193 lakója, 88 háztartása és 56 családja volt. A népsűrűség 197 fő/km2. A lakóegységek száma 114, sűrűségük 116,3 db/km2. A lakosok 90,7%-a fehér, 0,5%-a afroamerikai, 0,5%-a indián, 2,6%-a ázsiai,  3,6%-a egyéb, 2,1%-a pedig kettő vagy több etnikumú. A spanyol vagy latino származásúak aránya 8,3% (   )
A háztartások 26,1%-ában élt 18 évnél fiatalabb. 46,6% házas, 11,4% egyedülálló nő, 5,7% egyedülálló férfi, 36,4% pedig nem család. 33% egyedül élt; 5,7%-uk 65 éves vagy idősebb. Egy háztartásban átlagosan 2,19 személy élt; a családok átlagmérete 2,66 fő.
A medián életkor 47,8 év volt. A város lakóinak 19,2%-a 18 évesnél fiatalabb, 6,2% 18 és 24 év közötti, 19,1%-uk 25 és 44 év közötti, 43%-uk 45 és 64 év közötti, 12,4%-uk pedig 65 éves vagy idősebb. A lakosok 53,9%-a férfi, 46,1%-a pedig nő.

## Fordítás
- Ez a szócikk részben vagy egészben  a   Kahlotus, Washington című angol Wikipédia-szócikk ezen változatának fordításán alapul.  Az eredeti cikk szerkesztőit annak laptörténete sorolja fel. Ez a jelzés csupán a megfogalmazás eredetét és a szerzői jogokat jelzi, nem szolgál a cikkben szereplő információk forrásmegjelöléseként.